# Временный российский национальный комитет
Временный российский национальный комитет —  одна из общественно-политических организаций, созданных по принципу национальной принадлежности и действующих во время Азербайджанской Демократической Республики. 

## Позиция
21 сентября 1918 года  обратился к правительству Азербайджанской Народной Республики,  затем 22 сентября написал председателю Совета министров свои обязанности:

Комитет не должен быть политическим представителем российского государства или русского народа в правительстве Азербайджана. Цель временного комитета - удовлетворить потребности граждан российской нации, прежде всего их экономических и духовных потребностей , прежде всего, событий последних дней.
25 сентября 1918 года все депутаты и официальные представители Городской Думы и городских советов были гражданами России. Таким образом, в состав комитета вошли 18 членов и еще 12 полноправных членов. Председателем комитета был избран М.Подшивякин.
Комитет видел свою деятельность в идее восстановления великого русского государства. Поэтому в ответ на призыв правительства Азербайджана направить своего представителя в парламент Комитет решил не принимать это предложение, сославшись на создание местных законодательных органов до тех пор, пока Всероссийская ассамблея депутатов не вызовет.

## Запрос Нестерцова
13 ноября на заседании Комитета  А.Нестерцов сделал такую просьбу:
1. «Российский национальный комитет не возражал против своевременного протеста , зверств, совершенных в Баку.
2. 100 тысяч рублей, полученных Национальным комитетом России, не были разделены между другими национальностями, но полностью взяты на себя Российским комитетом ».

Однако эта просьба не обсуждалась на собрании. 23 мая 1919 года был создан Малый Совет в Комитете. Его задача было подготовить вопросы для общего собрания, решить неотложные вопросы и т. д. В целях оказания финансовой помощи российскому населению в Баку Комитет создал детские сады для детей, работающих в разных районах города, горнодобывающих районах, прежде всего для своих детей в Бейле, и предоставил им 3 000 рублей.
На встрече, состоявшейся 15 октября 1919 года, было принято решение начать организацию российской средней школы от имени комитета в Баку. Прежде всего, это было предназначено для усыновления русских детей.
Российский национальный комитет находился в тесном контакте с добровольческой армией Деникина. Члены Совета, А. Д. Рогов и Б. Л. Байбаков были отправлены на Северный Кавказ , чтобы спасти детский дом и помочь бедным обращаться в Специальный консультативный совет.
В декабре 1919 года корабли Волонтерской армии заблокировали порты Азербайджана. В этой связи 22 декабря комитет сообщил в письме, что блокаду нельзя считать целесообразной не из-за Азербайджана, а для самой добровольческой армии.
Российский национальный комитет также получил средства от Британского командования и Американского благотворительного комитета. Представительство азербайджанского парламента в Баку выделило комитету 100 000 рублей в месяц.